# 예천 보문사 극락전
예천 보문사 극락전(醴泉 普門寺 極樂殿)은 대한민국 경상북도 예천군 보문면 수계리, 보문사에 있는 통일신라의 건축물이다. 1988년 9월 23일 경상북도의 문화재자료 제203호로 지정되었다.

## 개요
보문사는 신라 문무왕 16년(676)에 의상대사가 세운 절이다. 이후 여러 차례 재난을 당하여 무너진 것을 고려 명종 14년(1184) 보조국사 지눌이 극락전을 비롯하여 7동의 건물을 복원하였으나, 임진왜란 때 화재로 소실되고 극락전과 반학루, 삼층석탑만 남아 있다.
극락전은 앞면 3칸·옆면 2칸의 규모로, 지붕은 옆면에서 볼 때 사람 인(人)자 모양인 맞배지붕이다. 지붕 처마를 받치기 위해 장식하여 만든 공포의 앞쪽 기둥은 기둥 위에만 있는 주심포 양식으로 되어 있고, 뒤쪽 기둥은 새 날개 모양으로 장식한 익공 양식을 섞어 놓았다.
조선 중·후기의 건축물로 두 가지 건축 양식을 사용하여 건축의 시대적 변화 과정을 살필 수 있는 연구자료가 되고 있다.

## 참고 자료
- 보문사극락전 - 국가유산청 국가유산포털